# Beatriz/Barcelona
Beatriz/Barcelona es una película de ficción dirigida por Claudio Zulian. De 90 minutos de duración, fue rodada en Barcelona.

## Sinopsis
Beatriz. Una mujer sola, vestida de harapos que tuvieron un estilo, tumbada en el suelo de un cajero. Se levanta, sale, camina delante de los escaparates y de los lugares turísticos del centro de la ciudad.
Àlex. Un hombre, solo también, intenta recordar. Pero solo ve imágenes de un rodaje. Parece un documental. En él, la mujer le revela momentos de una vida marginal pero no infeliz. En el documental no es una indigente.
Él ha rodado ese documental: quisiera no haberlo hecho...